# Christine de Pisan
Krystyna de Pizan [ fr. Christine de Pisan, wł. Cristina da Pizzano ] (ur. w 1364 w Wenecji, zm. ok. 1430 w Poissy) – francuska pisarka, poetka, krytyczka literacka, retoryczka, filozofka państwa; jedna z pierwszych zawodowych literatek w dziejach pisarstwa europejskiego. Przez niektórych badaczy uznawana za prekursorkę feminizmu; pisała o potrzebie zwiększenia udziału kobiet w działalności naukowej, artystycznej i politycznej oraz przeciwstawiała się mizoginii.

## Życiorys
Była córką uczonego weneckiego Tommaso di Benventuo da Pizzano (ok. 1310–1387). Jej ojciec był bogatym kupcem i wpływowym obywatelem, pełniąc urząd radcy Republiki. Wkrótce po narodzinach córki przeniósł się do Paryża na dwór Karola V Mądrego, którego był medykiem, zajmując się też astrologią oraz alchemią. Krystyna szybko uczyła się sama, otoczona jednymi z wybitniejszych uczonych francuskich swoich czasów. Opanowała łacinę, przypuszczalnie też grekę. Poznała dzieła klasyków greckich i rzymskich, miała też styczność z pierwszymi pismami humanistów włoskich.
W 1379, w wieku piętnastu lat, została wydana za mąż za Etienne'a du Castel, sekretarza królewskiego. Urodziła mu czworo dzieci: Marię, Jeana (ok. 1384–ok. 1425) i kolejne, nieznanej płci zmarłe w dzieciństwie. W 1390 zmarł nagle jej mąż, zarażony w czasie epidemii. Nie mogła ubiegać się o zaległe wynagrodzenie po zmarłym mężu. Przypuszczalnie dlatego, że w imieniu jej małoletniego syna upomnieli się o nie krewni z rodu du Castel. Była jednak zobowiązana do spłaty pozostających po mężu ogromnych długów. Została więc zmuszona zarabiać na utrzymanie siebie i dzieci, dlatego zaczęła pisać na zamówienie dostojników ballady miłosne. Zyskały one uznanie odbiorców, dzięki czemu objęła wysoką pozycję wśród poetów. Po zapewnieniu dzieciom dogodnych stanowisk dworskich (syn został medykiem), w 1418 wstąpiła do klasztoru w Poissy. W 1429 napisała swoje ostatnie dzieło. Nie są znane dalsze jej losy, najprawdopodobniej zmarła w następnym roku.

## Twórczość

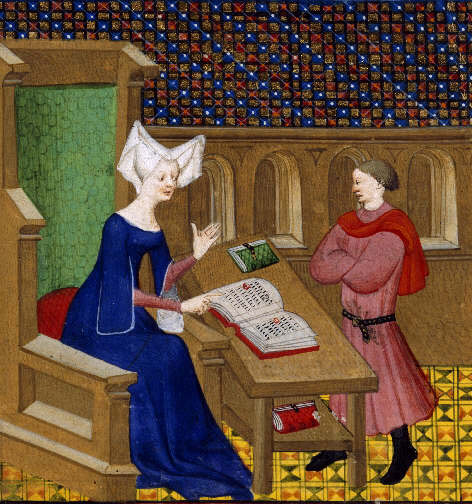
Christine de Pisan uczy swojego syna.

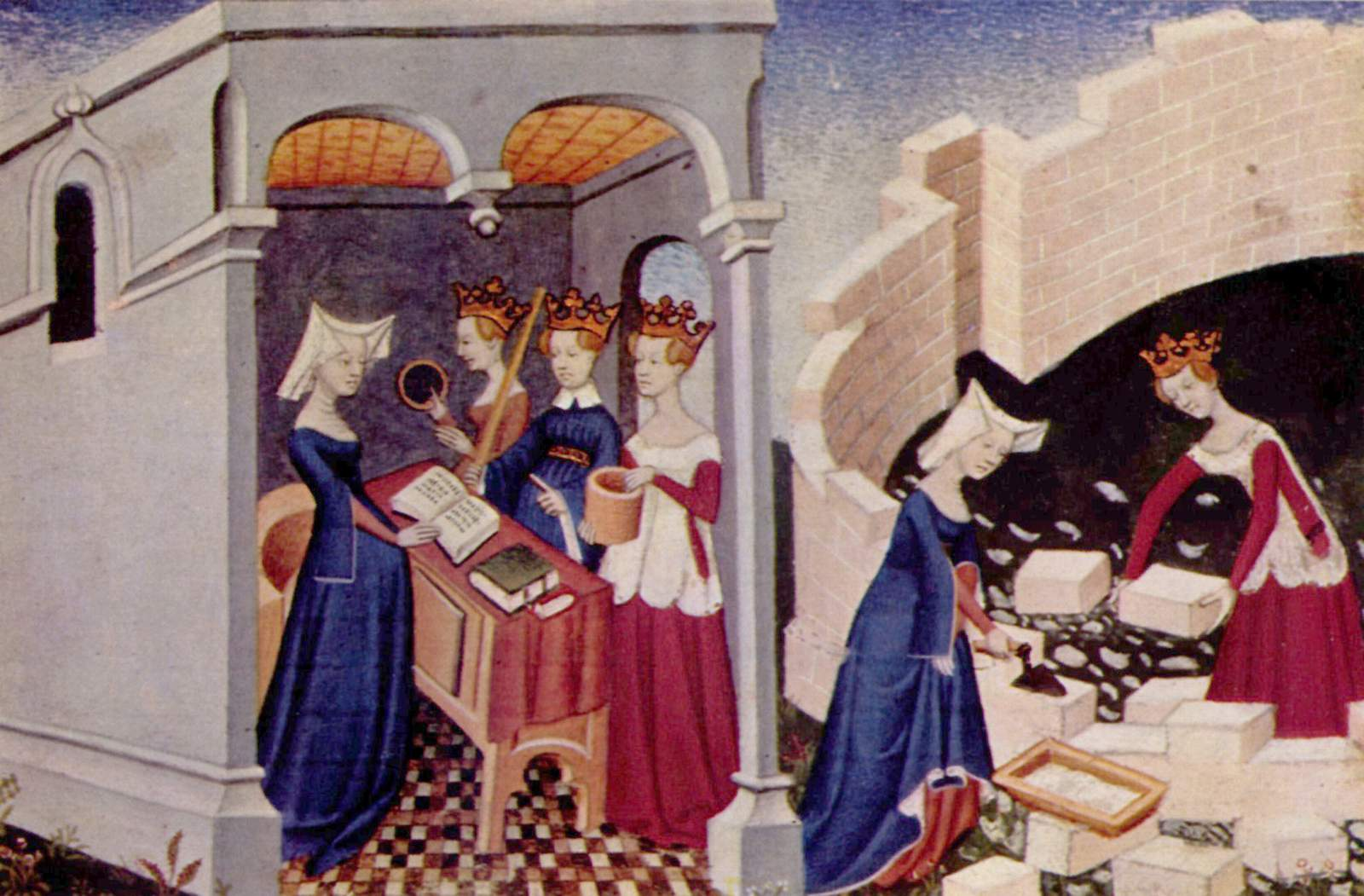
Ilustracja z Księgi o Mieście Pań

W 1401–1402 wzięła udział w głośnej debacie literackiej, nazwanej „sporem o Opowieść o Róży”. Krystyna zarzucała autorowi poematu Jeanowi de Meunowi, że wyszydzając miłość dworską, wynikającą z etosu rycerskiego, przedstawia kobiety jako bezduszne uwodzicielki. Pisarka zwróciła uwagę, że wulgaryzmy w tym dziele przeinaczają właściwą i naturalną funkcję seksualności oraz są nieodpowiednie dla postaci szlachetnych kobiet, które w rzeczywistości nie posługują się takim słownictwem. Zdaniem Krystyny de Pisan Jean de Meun celowo poniżył w ten sposób kobiety. Wkrótce debata przeistoczyła się w dyskusję o krzywdzącym i nieprawdziwym opisywaniu kobiet w dziełach literackich. De Pisan zyskała sławę jako kobieta zdolna skutecznie przeciwstawić się zarzutom najwybitniejszych pisarzy.
Około 1405 de Pisan opublikowała swoje najwybitniejsze dzieła Księgę o Mieście Kobiet i Le Trésor de la Cité des Dames (Skarb Miasta Kobiet). Pierwsza z tych książek ukazywała postacie wybitnych kobiet w historii, druga – wzywała wszystkie kobiety do przeciwstawienia się mizoginii.
Ostatnim dziełem była Opowieść o Joannie d’Arc z 1429, która podkreślała zasługi tej ubogiej, wiejskiej dziewczyny dla wyzwolenia Francji spod okupacji angielskiej. Tak wychwalała osiągnięcia Joanny podczas oblężenia Orleanu:

Królestwo [zostało] podniesione z kolan i przywrócone przez niewiastę – czego nie potrafiły dokonać setki mężczyzn [...]. Och, jakaż to chwała dla kobiecego rodu.

W opinii de Pisan ta bohaterka starała się też bronić praw wszystkich kobiet.
Za życia i długo po śmierci była powszechnie uznawana za autorytet w dziedzinie retoryki. Studiowano stworzone przez nią techniki przekonywania za pomocą odpowiednio dobranej argumentacji. De Pisan całe życie starała się obalić negatywne stereotypy literackie dotyczące kobiet. Jej zdaniem takie uogólnienia mogą istnieć tylko w sytuacji, gdy tworzenie kultury zarezerwowane jest wyłącznie dla mężczyzn. Wzywała do tworzenia „siostrzanej więzi” między kobietami, które i tak wiąże wspólny los. Uważała, że kobiety są z natury powołane do tworzenia kompromisu i utrzymania pokoju, podczas gdy mężczyźni z natury wolą wojny i konflikty.

## Dzieła
Przekłady w języku polskim:
- Krystyna de Pizan: Księga o Mieście Pań. Anna Loba (tłum. z fr., oprac.), Jerzy Strzelczyk (wstęp). Poznań: WN UAM, 2022. ISBN 978-83-232-4103-4. Brak numerów stron w książce
- Antologia poezji francuskiej. Jerzy Lisowski (wybór), Zbigniew Bieńkowski (tłum. z fr.). Wyd. 2. T. 1: Od Sekwencji o św. Eulalii do Agrippy d'Aubigné. Warszawa: SW „Czytelnik”, 2001. ISBN 83-07-02840-X. (pol. • fr.). Brak numerów stron w książce [wyd. 1: 1966].